# Kąty (gromada w powiecie sochaczewskim)
Kąty – dawna gromada, czyli najmniejsza jednostka podziału terytorialnego Polskiej Rzeczypospolitej Ludowej w latach 1954–1972.
Gromady, z gromadzkimi radami narodowymi (GRN) jako organami władzy najniższego stopnia na wsi, funkcjonowały od reformy reorganizującej administrację wiejską przeprowadzonej jesienią 1954 do momentu ich zniesienia z dniem 1 stycznia 1973, tym samym wypierając organizację gminną w latach 1954–1972.
Gromadę Kąty z siedzibą GRN w Kątach utworzono – jako jedną z 8759 gromad na obszarze Polski – w powiecie sochaczewskim w woj. warszawskim, na mocy uchwały nr VI/10/4/54 WRN w Warszawie z dnia 5 października 1954. W skład jednostki weszły obszary dotychczasowych gromad Bronisławy, Kąty, Lubiejew, Władysławów i Rozlazłów (z wyłączeniem 19 działek przyległych do ul. Granicznej z miasta Sochaczewa) ze zniesionej gminy Chodaków, obszar dotychczasowej gromady Kuznocinek ze zniesionej gminy Kozłów Biskupi, obszar dotychczasowej gromady Altanka ze zniesionej gminy Młodzieszyn oraz część przedmieścia Rozlazłów (położona na zachód od przedłużenia ul. Granicznej w kierunku południowym) z miasta Sochaczewa w tymże powiecie. Dla gromady ustalono 16 członków gromadzkiej rady narodowej.
31 grudnia 1959 do gromady Kąty przyłączono wieś Zdżarów ze znoszonej gromady Janów oraz wieś Dachowa ze znoszonej gromady Erminów w tymże powiecie.
31 grudnia 1961 do gromady Kąty włączono wsie Gawłów i Karwowo ze zniesionej gromady Żukówka w tymże powiecie.
Gromada przetrwała do końca 1972 roku, czyli do kolejnej reformy gminnej.